# Marigny-le-Cahouët
Marigny-le-Cahouët és un municipi francès, situat al departament de la Costa d'Or i a la regió de Borgonya - Franc Comtat. L'any 2007 tenia 264 habitants.

## Demografia

### Població
El 2007 la població de fet de Marigny-le-Cahouët era de 264 persones. Hi havia 120 famílies, de les quals 32 eren unipersonals (8 homes vivint sols i 24 dones vivint soles), 44 parelles sense fills i 44 parelles amb fills.
La població ha evolucionat segons el següent gràfic:
Habitants censats

### Habitatges
El 2007 hi havia 189 habitatges, 117 eren l'habitatge principal de la família, 42 eren segones residències i 30 estaven desocupats. 179 eren cases i 10 eren apartaments. Dels 117 habitatges principals, 89 estaven ocupats pels seus propietaris, 19 estaven llogats i ocupats pels llogaters i 9 estaven cedits a títol gratuït; 7 tenien dues cambres, 16 en tenien tres, 29 en tenien quatre i 65 en tenien cinc o més. 85 habitatges disposaven pel capbaix d'una plaça de pàrquing. A 60 habitatges hi havia un automòbil i a 48 n'hi havia dos o més.

### Piràmide de població
La piràmide de població per edats i sexe el 2009 era:
| Homes | Edats   | Dones |
| ----- | ------- | ----- |
| 0     | 95 o +  | 0     |
| 0     | 90 a 94 | 0     |
| 0     | 85 a 89 | 8     |
| 4     | 80 a 84 | 0     |
| 20    | 75 a 79 | 16    |
| 0     | 70 a 74 | 12    |
| 4     | 65 a 69 | 12    |
| 4     | 60 a 64 | 4     |
| 4     | 55 a 59 | 4     |
| 12    | 50 a 54 | 8     |
| 12    | 45 a 49 | 4     |
| 16    | 40 a 44 | 16    |
| 20    | 35 a 39 | 4     |
| 4     | 30 a 34 | 12    |
| 0     | 25 a 29 | 4     |
| 0     | 20 a 24 | 4     |
| 4     | 15 a 19 | 0     |
| 8     | 10 a 14 | 8     |
| 12    | 5 a 9   | 8     |
| 0     | 0 a 4   | 4     |

## Economia
El 2007 la població en edat de treballar era de 168 persones, 124 eren actives i 44 eren inactives. De les 124 persones actives 118 estaven ocupades (63 homes i 55 dones) i 6 estaven aturades (3 homes i 3 dones). De les 44 persones inactives 16 estaven jubilades, 16 estaven estudiant i 12 estaven classificades com a «altres inactius».

### Ingressos
El 2009 a Marigny-le-Cahouët hi havia 129 unitats fiscals que integraven 280 persones, la mediana anual d'ingressos fiscals per persona era de 18.241,5 €.

### Activitats econòmiques
Dels 13 establiments que hi havia el 2007, 5 eren d'empreses de construcció, 1 d'una empresa de transport, 3 d'empreses d'hostatgeria i restauració, 2 d'empreses immobiliàries i 2 d'empreses de serveis.
Dels 4 establiments de servei als particulars que hi havia el 2009, 1 era una fusteria, 2 lampisteries i 1 electricista.
L'any 2000 a Marigny-le-Cahouët hi havia 8 explotacions agrícoles que ocupaven un total de 1.000 hectàrees.

## Equipaments sanitaris i escolars
El 2009 hi havia una escola elemental integrada dins d'un grup escolar amb les comunes properes formant una escola dispersa.

## Poblacions més properes
El següent diagrama mostra les poblacions més properes.